# Santa Rita, Dolores Hidalgo
Santa Rita är en ort i Mexiko.   Den ligger i kommunen Dolores Hidalgo och delstaten Guanajuato, i den centrala delen av landet, 270 km nordväst om huvudstaden Mexico City. Santa Rita ligger 1 980 meter över havet och antalet invånare är 105.
Terrängen runt Santa Rita är en högslätt. Runt Santa Rita är det ganska tätbefolkat, med 93 invånare per kvadratkilometer. Närmaste större samhälle är Dolores Hidalgo, 9,0 km sydväst om Santa Rita. Trakten runt Santa Rita består till största delen av jordbruksmark.